# Mangazeja
Mangazeja je prekouralska trgovačka kolonija u sjeverozapadnom Sibiru, koja je kasnije postala gradom u 16. – 17. stoljeću. Nalazila se na prostoru gdje rijeke Ob i Jenisej utječu u Arktički ocean.
Ruski naseljenici s bjelomorskih obala Rusije, Pomori, su našli rutu duž arktičke obale do Arhangelska za trgovinu s Norvežanima, Englezima i Nizozemcima.
Mangazeja je služila kao sabirna postaja za krzna i bjelokost (morževa, narvalova, ulješura), s okolnih područja tijekom cijele godine. Iz nje bi se dalje brodom odvozilo tijekom kratkom sjevernoširinskog ljeta.
Ovaj trgovački put je zabranjen 1619., pod prijetnjom smrtne kazne, iz dva razloga: 
- država nije ubirala nikakve prihode od toga
- postojao je strah od engleskog trgovačkog prodora u Sibir.

Grad se trudio opstati još nekih 50 godina, ali s vremenom Mangazeja je uništena i njen položaj i pomorski Mangazejski morski put su zaboravljeni.